# Charles Martin Hall
Charles Martin Hall (Condado de Geauga, 6 de dezembro de 1863 — Daytona Beach, 27 de dezembro de 1914) foi um engenheiro e inventor estadunidense.
É conhecido por sua invenção, em 1886, de um método econômico para produzir alumínio, que tornou-se o primeiro metal a ser usado maciçamente desde a descoberta na pré-história do ferro.

## Patentes
- Patente EUA - 400 664, Processo de redução de alumínio de seus sais de fluoreto por eletrólise — CM Hall, aplicado em 1886, concedido em 1889..